# Sansankidé
Sansankidé is een gemeente (commune) in de regio Kayes in Mali. De gemeente telt 5000 inwoners (2009).
De gemeente bestaat uit de volgende plaatsen:
- Kamissakidé
- Lecouraga
- Léwa- Khassonké
- Sambadigané
- Sangha-Madina
- Sansankidé